# اولگا زوبووا
اولگا زوبووا (انگلیسی: Olga Zubova؛ زادهٔ ۹ دسامبر ۱۹۹۳) وزنه‌بردار اهل روسیه است.